# Jean-Pierre Guillemot
Jean-Pierre Guillemot (Courbevol, Francia, 1948-Arrecife, Lanzarote, 10 de agosto de 1990) fue un artista y marchante de arte francés, conocido por haber desarrollado junto con Elvira Navares el concepto de pastiche. Creó el concepto de supermercado artístico, el cual llevó a la práctica por primera vez en Barcelona en 1983, proyecto que se repitió por varias ciudades del Estado durante los años 80 y se expandió en América Latina durante el principio de los 90.
Tras una adolescencia difícil, Guillemot entró en la Escuela de Artes Decorativas de París en 1968. Posteriormente, trabajó como ilustrador para revistas y agencias de publicidad, pero abandonó el país con su esposa en 1979 para instalarse primero en Marbella y después en Barcelona. Tres años más tarde, a raíz del suicidio de su esposa y ante la constatación de que no podía pintar solo, Guillemot decidió convertirse en marchante de arte, actividad que desarrolló hasta el verano de 1990, cuando murió ahogado en Lanzarote.